# Brachystegia longifolia
Brachystegia longifolia är en tvåhjärtbladig växtart som beskrevs av George Bentham. Brachystegia longifolia ingår i släktet Brachystegia och familjen ärtväxter. Inga underarter finns listade i Catalogue of Life.